# プロレスリング・SECRET BASE
プロレスリングSECRET BASE（プロレスリング・シークレット・ベース）は、日本のプロレス団体。運営は合同会社プロレスリング・シークレットベース。

## 歴史
- 2009年2月27日、レッスル武闘館で清水基嗣が自主興行「プロレスリングSECRET BASE」を開催。
- 2011年1月10日、SECRET BASEをプロレス団体化してシアター1010ミニシアターで旗揚げ戦を開催[1]。

## タイトル
- キャプテン・オブ・ザ・シークレットベース無差別級王座
- キャプテン・オブ・ザ・シークレットベース無差別級タッグ王座

## 所属選手
- 清水基嗣
- 小川内潤
- ベアー福田
- フェリスト
- HANAOKA
- スカイデJr.
- あきば栞
- 川島真織
- 山下金吾
- 忰田信浩
- 鈴木謙介

## 歴代所属選手

### 男子選手
- ヤマダマンポンド
- 三尾祥久
- スパーク青木
- 櫻井裕太

### 女子選手
- 七星